# راس هلیکسون
راس هلیکسون (انگلیسی: Russ Hellickson؛ زادهٔ ۲۹ مه ۱۹۴۸) کشتی‌گیر اهل ایالات متحده آمریکا بود.
وی در مسابقات کشوری و بین‌المللی در مجموع برندهٔ ۱ مدال نقره شده‌است.